# Humerobates varius
Humerobates varius är en kvalsterart som beskrevs av Ohkubo 1982. Humerobates varius ingår i släktet Humerobates och familjen Humerobatidae. Inga underarter finns listade i Catalogue of Life.